# Xiangyanghu (köpinghuvudort i Kina, Hubei Sheng, lat 29,91, long 114,16)
Xiangyanghu (kinesiska: 向阳湖) är en köpinghuvudort i Kina. Den ligger i provinsen Hubei, i den centrala delen av landet, omkring 76 kilometer söder om provinshuvudstaden Wuhan. Antalet invånare är 20 828. Befolkningen består av 9 930 kvinnor och 10 898 män. Barn under 15 år utgör 20,0 %, vuxna 15-64 år 72 %, och äldre över 65 år 7,0 %.
Runt Xiangyanghu är det tätbefolkat, med 427 invånare per kvadratkilometer. Närmaste större samhälle är Xianning, 5,6 km öster om Xiangyanghu. Trakten runt Xiangyanghu består till största delen av jordbruksmark.
Genomsnittlig årsnederbörd är 1 972 millimeter. Den regnigaste månaden är maj, med i genomsnitt 280 mm nederbörd, och den torraste är januari, med 51 mm nederbörd.